# Lettelberterdiep
Le Lettelberterdiep est un canal néerlandais de la province de Groningue.
Le canal relie le lac de Leekstermeer, depuis un point au sud-est de Lettelbert, au Hoendiep à Enumatil. Il passe à l'est du village de Lettelbert, qui lui a donné son nom, et passe sous l'A7. Le canal a une longueur d'environ 4 km.
Historiquement, ce canal était plus long ; il continuait vers le nord, jusqu'à Briltil. Le tronçon entre Enumatil et Briltil a été intégré dans le Hoendiep, au milieu du XVIIe siècle.